# فيل والش
فيل والش (بالإنجليزية: Phil Walsh)‏ (4 فبراير 1990 في المملكة المتحدة - ) هو لاعب كرة قدم بريطاني في مركز الهجوم. لعب مع إبسفليت يونايتد وريال مدريد ونادي بارنت ونيوبورت كونتي وهايز وييدينغ يونايتد ‏ وDorchester Town F.C. ‏ ونادي باث سيتي وAlmondsbury Town A.F.C. ‏ ونادي تشيلتنهام تاون لكرة القدم وداغنهام وريدبريدج وClevedon Town F.C. ‏ ونادي ليذرهيد وTiverton Town F.C. ‏ وPaulton Rovers F.C. ‏ ونادي تاونتون تاون ‏.

## وصلات خارجية
- فيل والش على موقع قاعدة بيانات كرة القدم.إي يو (الإنجليزية)
- فيل والش على موقع Soccerbase.com (لاعب) (الإنجليزية)
- فيل والش على موقع Soccerway.com (الإنجليزية)